# Euryproctus longicornis
Euryproctus longicornis là một loài tò vò trong họ Ichneumonidae.